# Chris Sharma
Chris Omprakash Sharma (* 23. dubna 1981, Santa Cruz, Kalifornie) je americký horolezec. Býval označován za nejlepšího sportovního lezce na světě.
Chris Sharma, syn Gity Jahnové a Boba Sharmy, vyrostl v Santa Cruz v Kalifornii. Se sportovním lezením začal ve 12 letech v horolezeckém centru Pacific Edge. Chodil do školy Mount Madonna a jeden rok také do Soquel High School.
Ve čtrnácti letech vyhrál národní soutěž v boulderingu. O rok později vylezl cestu s obtížností 5.14c. V té době to byl nejobtížnější výstup v Severní Americe.
Poté se Sharma odstěhoval do Bishopu v Kalifornii, kde vylezl The Mandala, boulder s obtížností V12 (americká boulderingová klasifikace).
V červenci roku 2001 vylezl prodloužení již přelezené cesty Biographie v Ceüse ve Francii. Podle francouzské tradice cestu nepojmenovává prvovýstupce, nýbrž ten, kdo ji osadil jištěním, což Sharma ignoroval a cestu přejmenoval na Realization. V době tohoto prvovýstupu byla Biographie první cestou na světě, u které panovala shoda na obtížnosti 5.15a (9a+). Od té doby Sharma vylezl mnoho dalších cest se stejnou či vyšší obtížností, včetně cest La Rambla ve španělské Siuraně a Es Pontas (deep water solo cesta na Mallorce). V roce 2008 vylezl 76m cestu Jumbo Love u Clark Mountain v Kalifornii, jejíž obtížnost ohodnotil jako 5.15b.
Přestože jej na špici vývoje vystřídal Čech Adam Ondra, se kterým se přátelí a společně v roce 2013 pracovali na projektu La Dura Dura, nepatří Chris ještě do starého železa. Cestu La Dura Dura (9b+) ve španělské Olianě dokázal přelézt nedlouho po Adamovi a je tak kromě něj druhým světovým sportovním lezcem, který vylezl cestu obtížnosti 9b+.
V roce 2007 se přestěhoval do Lleidy v Katalánsku ve Španělsku.
Film King Lines z roku 2008 sleduje Chrise při mnoha výstupech po celém světě a zprostředkovává jeho názory na jeho minulost, lezení i život samotný. Vystupuje i v dalších nejznámějších filmech o sportovním lezení a boulderingu.

## Výkony a ocenění
- vítěz národního poháru v boulderingu (věk 14 let)
- o rok později přelez cesty 5.14c (tehdy nejtěžší cesta v Severní Americe)
- přelez bouldru obtížnosti V12
- 2004: vítěz prvního ročníku mezinárodních závodů Melloblocco[1]
- 2008: mistr USA v lezení na obtížnost a vicemistr USA v boulderingu
- 2009: mezinárodní ocenění Salewa Rock Award (nominován byl v letech 2006, 2008, 2009, 2010 a 2013)

### Závodní výsledky
| Melloblocco | Melloblocco |
| Rok         | 2004        |
| ----------- | ----------- |
| Bouldering  | 1           |

| Mistrovství světa | Mistrovství světa |
| Rok               | 1997              |
| ----------------- | ----------------- |
| Obtížnost         | 2                 |

| Obtížnost  | 5 | —  | —  | 34 | —  |
| Bouldering | — | 22 | 17 | 5* | 17 |
| Kombinace  | — | —  | —  | 7  | —  |

- v roce 2002 se v boulderingu počítal jen jeden nejlepší závod ze tří, bodově byl Sharma 4.-5. (v součtu 5., účastnil se jednoho, kde získal stříbro)

| Mistrovství USA | Mistrovství USA |
| Rok             | 2008            |
| --------------- | --------------- |
| Obtížnost       | 1               |
| Bouldering      | 2               |

| Mistrovství světa juniorů | Mistrovství světa juniorů |
| Rok                       | 1995 kat B                |
| ------------------------- | ------------------------- |
| Obtížnost                 | 1                         |

### Filmy
- 2008: King Lines